# Conexión con Puerto Exterior de Ferrol
La Conexión con Puerto Exterior de Ferrol o FE-12 es una autovía urbana para el acceso a la carretera N-655, que lleva a la parte exterior del Puerto de Ferrol, desde la conexión al polígono industrial de Río del Pozo en Narón. Todo el trayecto de la autovía esta dentro del municipio de Narón. Tiene 2,1 kilómetros de longitud y la velocidad máxima es de 80 km/h.
Está diseñado como vial de la Autopista del Atlántico (AP-9F), para dirigir la conexión al puerto exterior de Ferrol (junto al cabo Prioriño). La construcción empezó a mediados de la década de los 2000 y se puso en servicio en el año 2007, si bien el enlace a la carretera N-655 no se abrió hasta otoño del 2008 como segundo tramo de los 3 tramos abiertos por el Ministerio de Fomento.
Esta autovía urbana tiene 2 carriles por sentido, y la velocidad máxima es de 80 km/h en todo el trayecto desde Freixeiro hasta la Avenida de Bernardo Romero junto al polígono industrial de Río del Pozo. Cuenta con 2 rotondas y un enlace en el medio de la autovía a la carretera N-655.

## Tramos
| Denominación | Tramo | Kilómetros | Año servicio |
| ------------ | --- | ---------- | ------------ |
| FE-12        | AP-9F Freixeiro - Avenida de Bernardo Romero O Feal Tramo: AP-9F Freixeiro - Avenida de Bernardo Romero O Feal Enlace de Freixeiro con la conexión al Puerto exterior N-655 | 2,1 -      | 2007 2008    |

## Trazado
| Velocidad | Esquema | Salida | Sentido Río do Pozo (Narón)                                                                         | Carriles | Sentido Freixeiro (Narón) | Carretera    | Notas |
| --------- | ------- | ------ | --------------------------------------------------------------------------------------------------- | -------- | --- | ------------ | ----- |
|           |         |        | Comienzo de la Autovía de Conexión con Puerto Exterior de Ferrol FE-12 Procede de: E-1 AP-9F Ferrol |          | Fin de la Autovía de Conexión con Puerto Exterior de Ferrol FE-12 Incorporación final: E-1 AP-9F Dirección final: AC-862 Ferrol Ortigueira E-1 AP-9 La Coruña cementerio E-1 AP-9 Ferrol |              |       |
|           |         |        | Narón - Cedeira Puerto Exterior Prioriño                                                            |          | Narón - Cedeira Puerto Exterior Prioriño | AC-566 N-655 |       |
|           |         |        | CP-5401 San Pedro de Leixa AG-64 Puentes de García Rodríguez CP-5401 O Feal                         |          | Inicio de la Autovía FE-12 | CP-5401      |       |